# Pikasilla (Põdrala)
Pikasilla – wieś w Estonii, prowincji Valga, w gminie Põdrala.